# ふるまいよしこ
ふるまいよしこは、日本の女性ジャーナリスト。岡山県生まれ。北九州大学外国語学部中国語学科を卒業。 1987年に香港へ留学。 1989年、香港中文大学新雅中文研習所広東語課程修了。 香港で雑誌編集者として働いた後、フリーランスライターとして独立。1989年から香港在住。その後、2000年からは北京にも居を構え、香港と北京を行き来しながら、中国の芸術、文化、庶民生活を中心に中国社会をレポートする仕事をしている。政治経済中心の大規模通信社のニュースからこぼれがちな、庶民の生活感覚を伝えることで特徴を出している。
2003年から2010年まで、村上龍主宰のJapan Mail Mediaで「大陸の風」と題する中国からのレポートをメールマガジンとして執筆していた。

## 著書
- 『香港玉手箱』石風社 1999年
- 『中国新声代』集広舎 2010年

## 出演

### ウェブ番組
- ポリタスTV（YouTube、2023年12月13日）